# Islas del Atlántico Sur

De ögrupper som anligt argentinsk uppfattning ingår i departementet.

Islas del Atlántico Sur (Sydatlantiska öarna) är ett nominellt departement (närmast motsvarande län) inom den argentinska provinsen Tierra del Fuego, Antártida e Islas del Atlántico Sur (Eldslandet).  Departementet består enligt argentinsk lag av öarna Malvinerna (Falklandsöarna), Sydgeorgien, Sydsandwichöarna och har en total yta på 16 955 km².
Argentina kontrollerar dock inget av departementets territorium.  Falklandsöarna, Sydgeorgien och Sydsandwichöarna är brittiska territorier (British Overseas Territories), som Argentina gör anspråk på. Argentina ockuperade ögrupperna militärt år 1982, men Storbritannien återerövrade dem under det 74 dagar långa Falklandskriget.
Sydorkneyöarna ligger söder om 60 grader sydlig bredd, och omfattas därmed av Antarktisfördraget. Stater som har anslutit sig till fördraget skall inte göra något för att underhålla, stödja eller förneka territoriella anspråk i Antarktis, men fördraget föreskriver också att staterna inte har frångått sina territoriella krav. Både Argentina och Storbritannien, som båda har anslutit sig till fördraget, gör anspråk på dessa öar.